# Isabelle Collin Dufresne
Isabelle Collin Dufresne, nota anche con lo pseudonimo di Ultra Violet (La Tronche, 6 settembre 1935 – New York, 14 giugno 2014), è stata un'artista francese naturalizzata statunitense, ricordata per essere stata la musa di Salvador Dalí e Andy Warhol.

## Storia
Isabelle Collin Dufresne è cresciuta in una famiglia della classe medio-alta fortemente legata ai valori religiosi (che però l'artista ha presto iniziato a ripudiare) ed è stata istruita presso una scuola cattolica e successivamente in un riformatorio. Dopo gli studi di arte ha lasciato la Francia per andare a vivere con una sorella più grande di lei a New York.
Dal 1954, anno in cui ha fatto la conoscenza di Salvador Dalí, Dufresne è diventata la sua musa ispiratrice, allieva e assistente. I due hanno lavorato insieme a Port Lligat, in Spagna, e New York. In anni più recenti ha affermato «di essere sempre stata una surrealista», ma di «essersene resa conto solo dopo aver conosciuto Dalí». Negli anni sessanta Dufresne è entrata nel vivo della scena pop art americana progressista rappresentata da Jasper Johns, Robert Rauschenberg e James Rosenquist.
Nel 1963 Dalí ha fatto conoscere a Dufresne Andy Warhol, che l'ha fatta entrare nel circolo di artisti della Factory. Nel 1964, su consiglio dell'artista pop, Dufresne ha iniziato ad adottare lo pseudonimo "Ultra Violet" perché solita portare i capelli di colore viola o lilla, suoi colori preferiti. Tra il la metà degli anni sessanta e quella del decennio seguente Dufresne è stata una delle cosiddette "superstar" di Andy Warhol e ha preso parte a oltre dodici film della Factory.
Dopo una lunga battaglia contro il cancro, Dufresne è morta la mattina del 14 giugno 2014 a New York.

## Discografia

### Album in studio
- 1973 – Ultra Violet (come Ultra Violet)

### Singoli
- 1973 – Shanghai Bill
- 2001 – The Light (Bonjour Madame) (come Ultra Violet, con J.B. Slik)

## Filmografia parziale
- The Life of Juanita Castro, 1965
- I, a Man, 1967
- Four Stars, 1967
- The Secret Life of Hernando Cortez, 1969
- Un uomo da marciapiede (Midnight Cowboy), 1969
- Maidstone, 1970
- Cleopatra, 1970
- The Phynx, 1970
- Brand X, 1970
- Dinah East, 1970
- Taking Off, 1971
- Simon, King of the Witches, 1971
- The Telephone Book, 1971
- Believe in Me, 1971
- Selvaggi (Savages), 1972
- Bad Charleston Charlie, 1973
- Curse of the Headless Horseman, 1974
- Una donna tutta sola (An Unmarried Woman), 1978
- Blackout, 1994

## Libri
- Famous for 15 Minutes. My Years With Andy Warhol, 1988
- Andy Warhol, Superstar, 1988
- L'Ultratique, 1990